# Западная Украина (литературная организация)
Западная Украина  (укр. Західна Україна) — украинская литературная организация, основанная в 1925 году в Харькове и действовавшая на Украине с 1925—1933 гг.

## История
Первоначально группа «Западная Украина» была секцией союза крестьянских писателей «Плуг». С апреля 1926 года литературная организация «Западная Украина» стала действовать самостоятельно, объединяя в своих рядах более пятидесяти писателей и художников, которые были выходцами из Западной Украины.
Филиалы организации были в Киеве, Одессе, Днепропетровске, Полтаве. Организацию возглавлял с 1926 года Дмитрий Загул, потом — Мирослав Ирчан.
Программа и задачи литературной организации «Западная Украина» были сформулированы на первом съезде, который состоялся в 1930 году. Деятельность организации поддерживала советскую власть на Украине и была частью её пропаганды.
Основные направления деятельности организации, сформулированные на съезде:
- освящение бедственного положения и революционной борьбы трудящихся Западной Украины;
- пропаганда достижений советской власти среди населения Западной Украины;
- подготовка к воссоединению Западной Украины с Украинской ССР.

С 1927 года организация издавала литературный журнал «Западная Украина», в этот же год было организовано одноимённое издательство. В 1930 году организация вступила в Международное объединение революционных писателей. В 1934 году большинство членов организации «Западная Украина» вступила в Союз советских писателей Украины. Впоследствии значительная часть членов литературной организации «Западная Украина» были незаконно репрессированы.

## Некоторые участники
- Василий Атаманюк
- Дмитрий Бедзик
- Василий Бобинский
- Владимир Гадзинский
- Мечислав Гаско
- Владимир Гжицкий
- Любомир Дмитерко
- Мелетий Кичура
- Михаил Козорис
- Фёдор Малицкий
- Николай Марфиевич
- Мирослава Сопилка
- Николай Тарновский
- Иван Ткачук
- Агата Турчинская
- Антон Шмигельский